# 印西地区消防組合
印西地区消防組合（いんざいちくしょうぼうくみあい、英：Inzai District Fire Service Union）は、千葉県の白井市、印西市（旧・印旛村及び本埜村地区を含む）によって組織された一部事務組合（消防組合）である。管轄区域は前述の2市。

## 概要
- 消防本部：印西市牧の原二丁目3
- 管内面積：159.21km2
- 職員定数：277人
- 消防署7カ所
- 主力機械（2020年4月1日現在）
  - 普通消防ポンプ自動車：4
  - 水槽付消防ポンプ自動車：6
  - 小型動力ポンプ付き水槽車：1
  - はしご付消防自動車：2
  - 化学消防自動車：2
  - 救急自動車：8(非常用1台含)
  - 指揮車：7
  - 指揮統制車：1
  - 救助工作車：1
  - 敷材搬送車：1
  - 支援車：1
  - その他：5

【主力機械に関する参考文献：平成31年版年報119（印西地区消防組合)】

## 沿革
- 1971年4月1日　印西町、白井町、印旛村及び本埜村の2町2村による消防組合が千葉県知事より設立許可される。
- 1972年4月1日　印西町に印西地区消防組合消防本部及び消防署を開設する。
- 1973年7月1日　白井出張所、印旛出張所、本埜出張所を開設する。
- 1977年5月19日　印旛出張所の新庁舎が落成する。
- 1979年3月31日　白井出張所の新庁舎が落成する。
- 1983年4月1日　白井出張所が白井消防署に昇格し、2署体制となる。消防署は印西消防署となる。
- 1984年4月1日　印西消防署ニュータウン出張所を開設する。
- 1991年4月1日　印旛出張所が印旛消防署に昇格し、3署体制となる。ニュータウン出張所及び本埜出張所を分署に改称する。
- 1993年4月1日　西白井消防署を開設し、印西消防署ニュータウン分署が印西西消防署に昇格し、5署体制となる。
- 1995年2月13日　印旛消防署の新庁舎が落成する。
- 1996年3月6日　初の高規格救急車を白井消防署に配備する。
- 1996年4月1日　印西町が市制施行する。
- 2001年4月1日　印西消防署牧の原分署を開設する。
- 2001年4月1日　白井町が市制施行する。
- 2010年3月23日　印旛村・本埜村が印西市に編入合併。
- 2013年10月1日　組織改正により、牧の原分署と本埜分署がそれぞれ牧の原消防署と本埜消防署に昇格し、5署2分署体制から7署体制に移行。
- 2018年4月1日　組織改正により、救助隊及び救助係が印西西消防署から印旛消防署へ配置変更。

## 組織
- 消防組合
  - 管理者：1人
  - 副管理者：3人
  - 会計管理者：1人
    - 管理者は、関係市村長の互選
    - 副管理者は、管理者以外の関係市村長

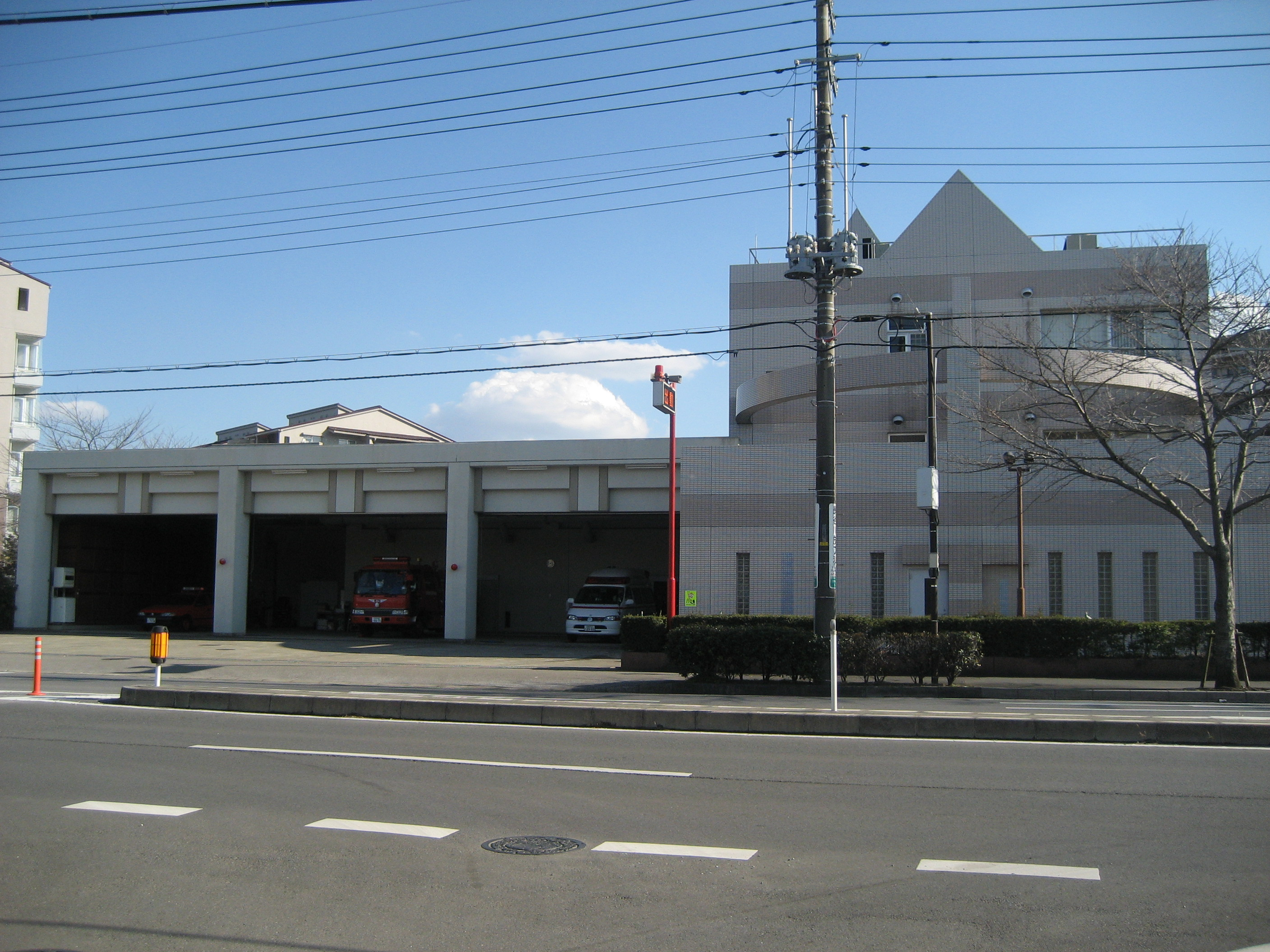
西白井消防署

    - 会計管理者は、管理者の属する関係市村の会計管理者
- 消防本部
  - 総務課－庶務係、人事係、財務係
  - 予防課－指導調査係、建築設備係、危険物係
  - 警防課－警防係　救急救助係
  - 通信指令室－指令係
- 消防署－総務係、予防係、警防係、救急係、救助係

## 消防署
| 消防署       | 住所                      |
| ------------ | ------------------------- |
| 牧の原消防署 | 印西市牧の原二丁目3番地   |
| 印旛消防署   | 印西市鎌苅1607番地3       |
| 本埜消防署   | 印西市笠神2587番地        |
| 印西西消防署 | 印西市大塚一丁目4番地1    |
| 印西消防署   | 印西市竹袋403番地15       |
| 白井消防署   | 白井市復1147番地1         |
| 西白井消防署 | 白井市けやき台二丁目8番地 |